# Malvella sherardiana
Malvella sherardiana är en malvaväxtart som först beskrevs av Carl von Linné, och fick sitt nu gällande namn av Hippolyte François Jaubert och Spach. Malvella sherardiana ingår i släktet Malvella och familjen malvaväxter. Inga underarter finns listade i Catalogue of Life.